# Comunitățile Belgiei
Belgia este un stat federal care se compune din comunități și din regiuni.
Comunitățile sunt colectivități politice federate autonome, având competențe în materie de învățământ, cultură, politică sanitară, ajutor social și, cu excepția Bruxelles-ului, în materie de folosire a limbilor oficiale.
Autonomia comunităților, precum și a tuturor celorlalte entități federate belgiene, este foarte extinsă, în virtutea principiului competențelor exclusive care singularizează federalismul belgian prin aceea că prelungește, practic fără rezerve, autonomia entităților federate pe scena internațională.

## Comunitățile instituționale
Conform articolului 2 din Constituție, Belgia cuprinde trei comunități”:
- Comunitatea franceză
- Comunitatea flamandă
- Comunitatea germanofonă

Această enumerare este confirmată și de legislația privind folosirea limbilor în Belgia, în principal de legea din 30 iulie 1963 privind regimul lingvistic în învățământ și de legile din 18 iulie 1966 referitoare la utilizarea limbilor în materie administrativă.
Populația autohtonă a Regatului Belgiei este compusă din trei grupuri lingvistice a căror pondere reală nu se cunoaște cu exactitate, deoarece recensămintele oficiale pe bază lingvistică sunt abolite în Belgia:
- neerlandofonii, comunitate estimată la circa 58% din populația totală,[7] locuind în principal în Regiunea Flamandă. Există minorități neerlandofone mai mult sau mai puțin importante și în comunele Regiunii Capitalei Bruxelles sau în comunele cu facilități din Regiunea Valonă.
- francofonii, comunitate estimată la circa 41% din populația totală,[7] locuind în principal în Regiunea Valonă și în comunele cu facilități pentru francofoni din Regiunea Flamandă (circa 80% din totalul francofonilor), respectiv în Regiunea Capitalei Bruxelles (circa 20% din totalul francofonilor).
- germanofonii, estimați la mai puțin de 1% din populație,[7] sunt în jur de 70 000 de persoane locuind în 9 comune de-a lungul frontierei cu Germania.

## Teritorialitatea limbilor
Constituția belgiană, în Articolul 4, a prevăzut patru regiuni lingvistice: regiunea de limbă franceză, regiunea de limbă neerlandeză, regiunea bilingvă a capitalei Bruxelles (franceză-neerlandeză) și regiunea de limbă germană (majoritatea comunelor din Cantoanele de Est). Aceste patru zone delimitează teritoriile unde fiecare limbă este limba oficială, la care se adaugă 30 de comune situate aproape de frontierele lingvistice, unde minoritățile istorice beneficiază de facilități lingvistice.
Comunitățile nu reprezintă, deci, ansamblul persoanelor care vorbesc una din limbile oficiale, ci locuitorii diferitelor regiuni lingvistice.

## Instituțiile
Comunitatea flamandă
     Comunitatea franceză
     Comunitatea germanofonă

Harta comunităților Belgiei:
Comunitatea flamandă//// Regiunea Bruxelles, bilingvă, unde au competențe comunitățile flamandă și franceză
Comunitatea franceză
Comunitatea germanofonă

Odată cu federalizarea Belgiei, cele trei comunități sunt reprezentate de colectivități politice federate având competențe în patru mari domenii: învățământ, cultură, așa-numitele „materii ce țin de persoană” (legate de viața persoanelor și interacțiunea lor cu anumite servicii publice), precum și folosirea limbilor în învățământ, administrație și relațiile sociale între angajatori și personal (cu excepția comunității germanofone, în cazul căreia folosirea limbilor în materie administrativă și în relațiile sociale rămâne o prerogativă federală).
Aceste instituții au propriul lor parlament și propriul guvern. Regiunea Flamandă reprezintă un caz particular: Regiunea și Comunitatea nu au fuzionat la propriu, altfel spus Regiunea Flamandă nu a fost  cu adevărat „organizată”, astfel încât competențele Regiunii sunt exercitate de Comunitatea flamandă.
O altă particularitate este și faptul că Regiunea Valonă ar fi putut fuziona cu Comunitatea franceză, însă acest lucru nu s-a produs din două motive. Pe de o parte, Comunitatea franceză nu este una foarte bogată, iar parlamentarii regionali nu doresc să plătească pentru ea. Pe de altă parte, numărul bruxellezilor aparținând Comunității franceze este mult mai mare decât cel aparținând Comunității flamande. Din acest motiv, valonii s-au opus ca bruxellezii din Comunitatea franceză să poată lua parte la dezbateri privind strict Regiunea Valonă, așa cum ar fi fost cazul dacă Regiunea și Comunitatea fuzionau. Fuziunea nu a avut loc, dar a fost încercată și o cale inversă, Comunitatea franceză transferând unele din competențele sale către Regiunea Valonă și Comisia Comunitară Franceză (COCOF).

## Limbile oficiale
În Belgia sunt definite trei limbi oficiale: franceza, neerlandeza și germana. Pe lângă ele, limba engleză este și ea larg utilizată, mai ales în mediul de afaceri, dar și în comunicatele unor instituții publice. În Flandra, engleza este foarte răspândită, devenind o a doua sau a treia limbă de conversație. 
Peste jumătate din populație este neerlandofonă, franceza reprezintă a doua limbă oficială ca utilizare, iar germana, vorbită ca limbă maternă de mai puțin de 1% din populație, este a treia limbă oficială după folosință, la mare distanță de celelalte două. Capitala Bruxelles este majoritar francofonă; cu toate acestea, limba istorică a acestei regiuni a fost neerlandeza. Imigrarea, în special dinspre Franța, Italia, Portugalia, Spania, țările Maghrebului sau Turcia, a accentuat francofonizarea populației belgiene din Bruxelles.

## Perspective
Belgia se confruntă cu probleme comunitare care au cunoscut cea mai mare intensitate începând din 1960, an în care primarii din comunele Brabantului flamand aflate la periferia capitalei Bruxelles au refuzat organizarea recensămintelor lingvistice decenale, temându-se că acestea ar fi putut duce la schimbarea statului lingvistic al mai multor comune în favoarea francofonilor. Acest eveniment a condus la fixarea cvasi-definitivă a frontière linguistique în 1963, la adoptarea de legi lingvistice care încadrează foarte strict teritorialitatea fiecărei limbi, apoi la federalizarea din ce în ce mai extinsă a statului belgian.
Evoluția instituțională și politică a Belgiei indică o creștere a prerogativelor atribuite regiunilor, în detrimentul celor ale comunităților. Regiunea Flamandă și Comunitatea flamandă formează deja aproape o singură instituție, iar anumite prerogative ale Comunității franceze au fost transferate către Regiunea Valonă, respectiv către Comisia Comunitară Franceză a Regiunii Capitalei Bruxelles. Comunitatea germanofonă revendică și ea un statut care ar transforma-o aproape într-o regiune aparte, precum cea valonă sau flamandă.

## Elemente identitare
Sărbători
- 11 iulie: sărbătoarea comunității și Regiunii flamande;
- 27 septembrie: sărbătoarea comunității franceze;
- 15 noiembrie: sărbătoarea comunității germanofone;

Drapele
- Drapelul Comunității flamande
- Drapelul Comunității franceze
- Drapelul Comunității germanofone

Imnuri
- „De Vlaamse Leeuw” - imnul comunității flamande;[19]
- „Chant des Wallons” (în valonă: Li Tchant dès Walons) - imnul comunității franceze;[20]